# كحول (مجموعة شعرية لأبولينير)

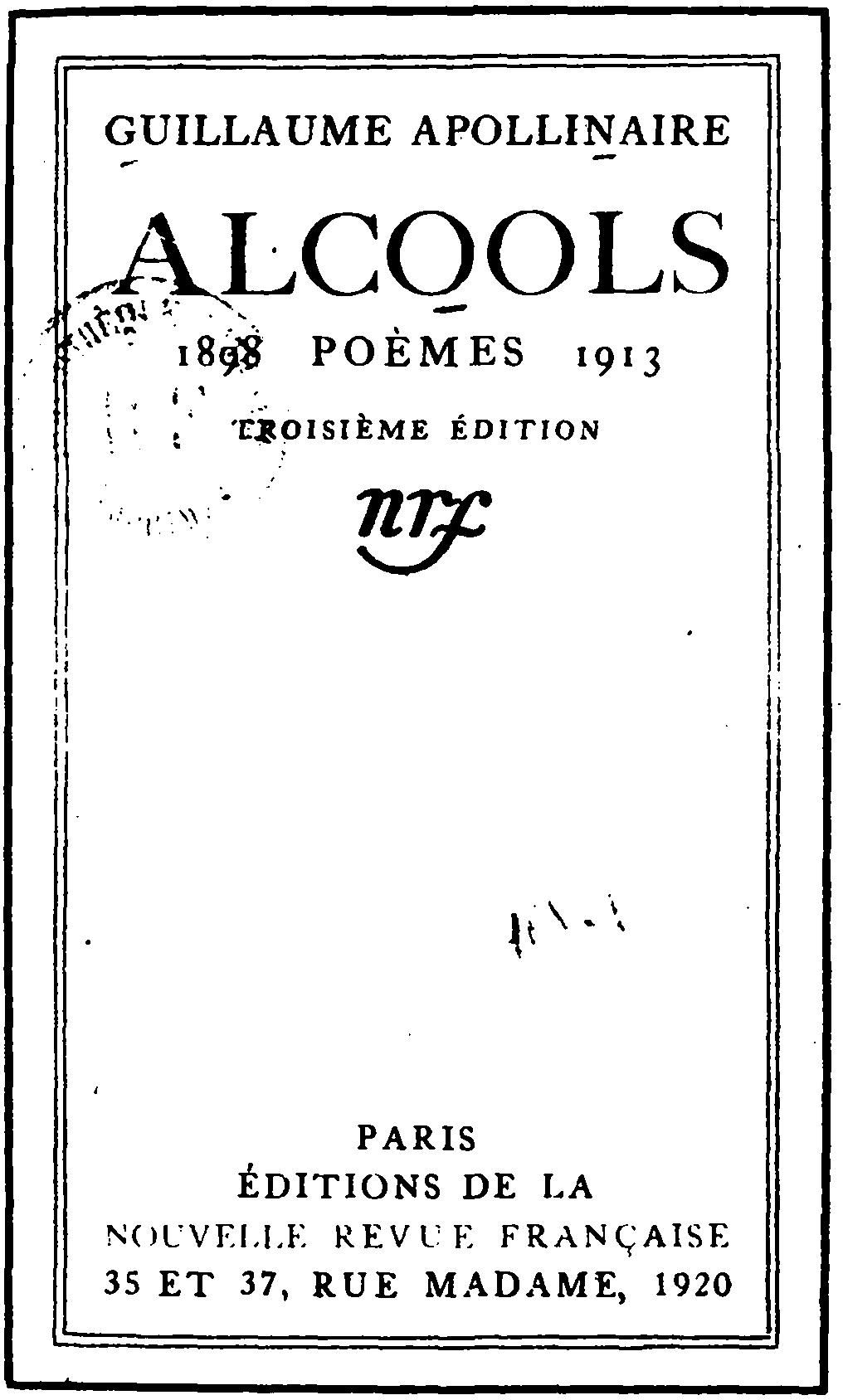

كحول (بالفرنسية: Alcools)‏، هي ديوان للشاعر الفرنسي غيوم أبولينير صدرت عام 1913. 

## الديوان
استغرقت كتابة هذه المجموعة الشعرية 15 سنة من عمر ابولينير، وهي مجموعة شعرية تجريبية فيها بعض الشعر الحر، وتحتوي على عناصر حداثية جمة. . 
عام 1999 صنفت صحيفة لوموند هذه المجموعة الشعرية في الترتيب الحادي والثلاثين من بين أهم 100 كتاب في القرن العشرين.

## تلحين وغناء
لحن المغني الفرنسي ليو فري عددا من قصائد هذه المجموعة الشعرية وغناها، مثل قصيدة (جسر ميرابو(بالفرنسية: Le pont Mirabeau)‏، وماريزيبيل (بالفرنسية: Marizibill)‏، والوداع (بالفرنسية: L'Adieu)‏، وماري (بالفرنسية: Maire)‏، والاجراس (بالفرنسية: Les Cloches)‏.  
كما لحن مارك لافوين [الفرنسية] أيضا جسر ميرابو وغناها، واستخدمت الفرقة الموسيقية البلجيكية فيف لافيت [الفرنسية] بعضاً من بيات قصيدة المنطقة (بالفرنسية: Zone)‏ في اغنيتها العندليب الصغير (بالفرنسية: Petit colibri)‏، أما قصيدتا بيضاء الثلج (بالفرنسية: La Blanche Neige)‏) و«فنادق» (بالفرنسية: Hôtels)‏) فقد غناهما فرانسيس بولينك.